# Tây Ban Nha thời Franco
Tây Ban Nha thời Franco (tiếng Tây Ban Nha: España franquista) hoặc Chế độ độc tài Francisco Franco (tiếng Tây Ban Nha: Dictadura de Francisco Franco), chính thức được gọi là Quốc gia Tây Ban Nha (tiếng Tây Ban Nha: Estado Español), là thời kỳ lịch sử Tây Ban Nha từ năm 1939, khi Francisco Franco nắm quyền kiểm soát Tây Ban Nha sau chiến thắng của phe Quốc gia (nhưng Franco theo chế độ độc tài như Adolf Hitler hoặc Benito Mussolini nên có thể gọi là Quốc xã) trong cuộc Nội chiến Tây Ban Nha và thiết lập chế độ độc tài, đến năm 1975, khi Franco qua đời và Vương tử Juan Carlos được trao vương miện Vua Tây Ban Nha.
Trong Chiến tranh thế giới thứ hai, việc gia nhập của Tây Ban Nha vào cuộc chiến ở phe Trục đã bị ngăn cản phần lớn bởi các nỗ lực của Cơ quan tình báo bí mật Anh (MI6) bao gồm tới 200 triệu đô-la tiền hối lộ cho các quan chức Tây Ban Nha. Tây Ban Nha vẫn giúp Đức và Phát xít Ý theo nhiều cách khác nhau.
Vào ngày 30 tháng 10 năm 1969, quyền lực chính trị của Tướng Franco được giám sát và quản lý bởi người kế nhiệm được chỉ định Juan Carlos I, nhưng chế độ độc tài này vẫn chủ yếu cho đến ngày 20 tháng 11 năm 1975 khi Franco qua đời vì bệnh. Tây Ban Nha Quốc hội thông báo của Hoàng tử Juan Carlos trở thành vua của Tây Ban Nha, và trên 27 tháng 11 đã được tổ chức xức dầu ngai lễ cho Juan Carlos. Trước cái chết của Franco, Carlos I đã hứa rằng chế độ sẽ tiếp tục, nhưng ngay sau khi ông qua đời, ông đã thực hiện cải cách dân chủ, dỡ bỏ lệnh cấm đảng 36 năm và đưa Tây Ban Nha đến chế độ dân chủ. Tây Ban Nha bước vào thời kỳ quá độ dân chủ. Vào ngày 30 tháng 12 năm 1978, Quốc hội Tây Ban Nha ban hành hiến pháp mới. Chế độ độc tài cai trị Tây Ban Nha trong 40 năm chính thức sụp đổ. Juan Carlos I thoái vị cho đến ngày 19 tháng 6 năm 2014, và được con trai ông Felipe VI kế nhiệm.
Sau chiến tranh của chế độ Franco phát triển thành một chế độ độc tài cổ điển hơn.

## Thành lập
Năm 1931, Liên bang Cộng hòa Xã hội Chủ nghĩa cánh tả Tây Ban Nha đã giành chiến thắng trong cuộc tổng tuyển cử Tây Ban Nha, tuyên bố thành lập Đệ Nhị Cộng hòa Tây Ban Nha, để xây dựng Tây Ban Nha thành một nước cộng hòa xã hội chủ nghĩa. Đệ Nhị Cộng hòa đã thông qua một hiến pháp mới và nhiều biện pháp cải cách cánh tả, làm suy yếu đáng kể sức mạnh của Công giáo. Điều này gây ra sự bất mãn giữa các nhân vật tôn giáo và cánh hữu và gây ra tình trạng bất ổn xã hội. Vào ngày 17 tháng 7 năm 1936, Franco đã phát động một cuộc đảo chính quân sự tại Tây Ban Nha và Tây Maroc, nhận được sự ủng hộ của hầu hết các nhóm cánh hữu trong nước, bao gồm các giáo sĩ Công giáo, các đảng phái và quân chủ. Tây Ban Nha sau đó rơi vào cuộc nội chiến kéo dài ba năm. Một bên là lực lượng chính phủ của Cộng hòa thứ hai và cột Quốc tế Cộng sản được Liên Xô và México hỗ trợ, và bên kia là một chính phủ chống Cộng hòa do Tướng Franco lãnh đạo. Họ ngay lập tức tiếp nhận Đức Quốc xã và Vương quốc Ý Hai nước đã hỗ trợ Franco trong việc vận chuyển quân đoàn nước ngoài châu Phi tham gia vào cuộc chiến.  Bồ Đào Nha dưới thời António de Oliveira Salazar gọi cuộc nội chiến là "cuộc thập tự chinh" và "tái chiếm đất" và cũng cung cấp hỗ trợ cho Quân đội Quốc gia. Khi chính phủ Cộng hòa đàn áp Giáo hội Công giáo trong thời kỳ cai trị, một số người Công giáo cũng hỗ trợ Quân đội Quốc gia, và Ireland đã gửi các tình nguyện viên Công giáo đến chiến tranh. Anh, Hoa Kỳ và Pháp tuyên bố không can thiệp với lý do "quyền tự quyết quốc gia". Liên Xô và México là những người ủng hộ chính phủ cộng hòa. "Ủy ban Quốc phòng" của Franco trong khu vực bị Quân đội Quốc gia chiếm đóng vào ngày 1 tháng 10 năm 1936 (tiếng Tây Ban Nha: Junta de defensa nacional) Được coi là "Lãnh đạo quốc gia Tây Ban Nha" (tiếng Tây Ban Nha: Caudillo) Vào tháng 11 năm 1936, người sáng lập Falange Española, José Antonio Primo de Rivera, đã bị xử tử. Tháng 4 năm 1937, Franco kiểm soát Falange Española. Kể từ đó, một số nhóm chủ nghĩa Carl cũng đã được sáp nhập vào Falange Española. Falange Española trở thành đảng chính trị duy nhất trong thời của Franco. Hệ tư tưởng của nó bao gồm Quân đoàn quốc gia, Công giáo quốc gia, Chủ nghĩa toàn trị, v.v., và được gọi chung là Chủ nghĩa Falange (tiếng Tây Ban Nha: Falangismo), Trở thành hệ tư tưởng chính của Tây Ban Nha trong thời gian của Franco.
Thông qua mô hình "Chiến tranh tiêu hao" toàn diện và có phương pháp, cấp dưới của Franco kiểm soát nhiều khu vực của Tây Ban Nha, nơi hầu hết những chính sách hỗ trợ của chính phủ Cộng hòa (bao gồm tự trị khu vực, bầu cử tự do, trao quyền cho phụ nữ, v.v.) đều bị cầm tù hoặc xử tử. Quyền cho rằng những "phần tử thù địch" này cấu thành tội danh "chống Tây Ban Nha". Vào cuối cuộc nội chiến, theo các số liệu chính thức, ít nhất 270.000 người đã bị cầm tù và hơn 500.000 người bị lưu đày. Hầu hết trong số họ đã được hồi hương hoặc bị giam giữ như không quốc tịch trong các trại tập trung của Đức Quốc xã. Từ 6.000 đến 7.000 người lưu vong Tây Ban Nha đã chết trong Trại tập trung Mauthausen-Gusen. Vào ngày 1 tháng 4 năm 1939, nền Cộng hòa thứ hai sụp đổ và Franco trở thành nhà lãnh đạo tối cao của Tây Ban Nha. Ước tính có hơn 200.000 người Tây Ban Nha đã chết trong những ngày đầu của chế độ độc tài.

## Lịch sử

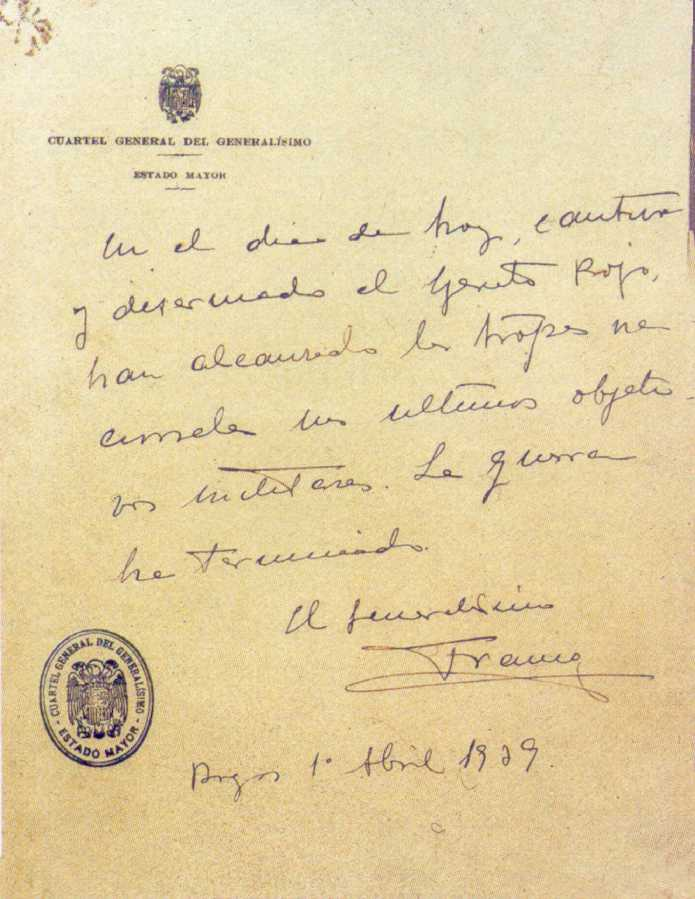
Tài liệu được ký bởi Franco thông báo kết thúc cuộc nội chiến (1 tháng 4 năm 1939)

Nội chiến Tây Ban Nha khiến hơn 150.000 người chết.
Sau khi Thế chiến II kết thúc, Đại Hội đồng Liên Hợp Quốc chính thức lên án chế độ Pháp thông qua nghị quyết 39 (1), vào ngày 12 tháng 12 năm 1946, yêu cầu rằng "trong một thời gian hợp lý", các cuộc bầu cử sẽ được tổ chức trong khuôn khổ của một cuộc khai mạc chính trị ở mà các quyền tự do công cộng biểu hiện và lắp ráp được đảm bảo. Để đo lường áp lực, Liên Hợp Quốc khuyến nghị các thành viên của mình cắt đứt quan hệ ngoại giao với Tây Ban Nha.
Vào ngày 31 tháng 3 năm 1947, Franco đã công bố "Luật kế vị", sau khi ông qua đời, đất nước sẽ trở lại là một chế độ quân chủ. Tòa án Tây Ban Nha đã phê chuẩn Luật vào ngày 7 tháng 6, đã được đệ trình lên một cuộc trưng cầu dân ý và được phê duyệt vào ngày 6 tháng 7.
Vào ngày 1 tháng 8 năm 1950, Thượng viện Hoa Kỳ đã phê chuẩn khoản vay 110 triệu đô la cho Tây Ban Nha và cùng ngày, đại sứ quán nước này chính thức tuyên bố sẵn sàng gửi lính đến chống cộng sản trong Chiến tranh Triều Tiên (1950-1953).
Năm 1953, chính phủ Franco đã ký Concordat với Vatican. Cùng năm đó, ông cũng ký Hiệp ước Madrid với Hoa Kỳ, trao cho người Mỹ quyền cài đặt căn cứ quân sự ở Tây Ban Nha, nơi đầu tiên được mở trong Rota, hai năm sau đó. Vào năm 1955, Tây Ban Nha của Pháp được Liên Hợp Quốc công nhận.
Trong 1960 có sự gia tăng đáng chú ý về mức sống của người dân Tây Ban Nha (chủ nghĩa phát triển), mặc dù mức độ tự do cá nhân và chính trị không tăng theo cùng một cách.
Chủ nghĩa Franco với tư cách là một chế độ chính trị đã chấm dứt cái chết của Francisco Franco, người đã được Nhà vua Tây Ban Nha Juan Carlos I thành công. Chuyển đổi Tây Ban Nha thành dân chủ tương đối bình tĩnh, với mô hình được chọn là chế độ quân chủ nghị viện. Mặc dù vậy, số phận của hơn 100.000 người mất tích trong thời kỳ này vẫn chưa được biết. Sau cuộc nội chiến và trong Thế chiến II, các cảng của nước này đóng vai trò là nhà kho cho buôn lậu vật tư từ ngành công nghiệp chiến tranh Đức Quốc Xã.

## Ngoại giao

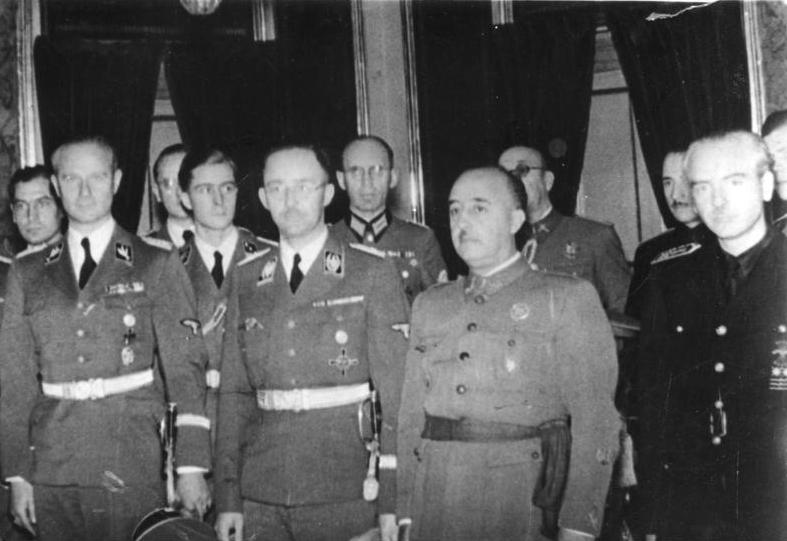
Vào tháng 10 năm 1940, Franco và Heinrich Himmler từ Đức Quốc Xã và các đại diện khác

Bất chấp sự hỗ trợ của Đức và Ý trong cuộc nội chiến, Franco tin rằng Tây Ban Nha bị tra tấn không thể chịu đựng được một cuộc chiến khác, vì vậy họ tuyên bố trung lập khi Chiến tranh thế giới thứ hai bùng nổ, nhưng mối quan hệ của họ với các cường quốc Phe Trục vẫn gần gũi. Trước tháng 3 năm 1939, Tây Ban Nha đã tham gia Hiệp định chống cộng quốc tế và ký các hiệp ước thân thiện bí mật với Đức Quốc Xã và Ý. Với sự tiến bộ suôn sẻ của các Quyền lực Trục vào đầu Chiến tranh thế giới thứ hai, Franco dần dần tiến gần đến Phe Trục. Franco đã từng tranh thủ Hitler gửi quân tới Andorra và Gibraltar, và cho phép quân Đức đi qua lãnh thổ Tây Ban Nha và hứa với Phe Trục ở Bắc Phi. Chiến thắng sẽ cắt Tây Phi sang Tây Ban Nha, nhưng Franco từ chối mọi yêu cầu. Họ đã gửi một bộ phận màu xanh trong chiến tranh Xô-Đức để hợp tác với Đức. Tuy nhiên, sau khi quân Đồng minh dần dần chủ động, Franco lại trở nên trung lập, nhưng cung cấp thông tin cho Đức khi quân Đồng minh xâm chiếm Ý, nhưng sau đó người ta thấy rằng tình báo đã sai. Bộ phận màu xanh đã bị thu hồi vào cuối năm 1943 và vào tháng 5 năm 1944, một hiệp ước đã được ký kết với Đồng minh để đóng cửa Đại sứ quán Đức tại Tangier và trục xuất đại sứ Đức để đổi lấy hỗ trợ kinh tế từ quân Đồng minh. Máy bay Đồng minh được phép vào Tây Ban Nha vào cuối năm 1944 và nhân viên tình báo Đồng minh cũng có thể hoạt động ở Tây Ban Nha.

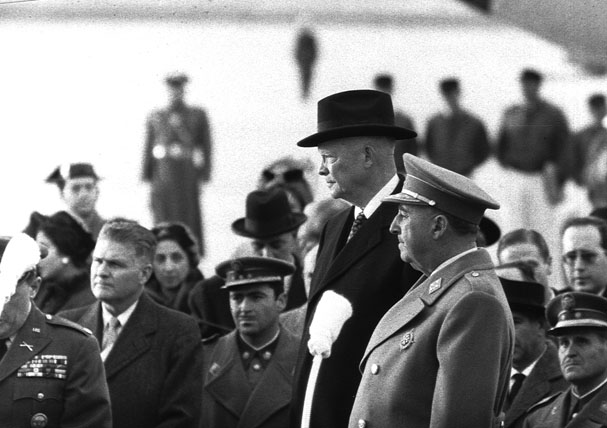
Năm 1959, Franco và Tổng thống Mỹ Eisenhower

Tây Ban Nha đã bị các nước phương Tây từ chối sau chiến tranh: Tây Ban Nha bị tước bỏ tư cách Liên hiệp quốc, và chế độ độc tài của nó đã bị lên án mạnh mẽ tại Đại hội đồng Liên Hợp Quốc vào tháng 12 năm 1946. Theo nghị quyết tại cuộc họp, chừng nào Franco tiếp tục nắm quyền, phương Tây sẽ không được phép tham gia vào các tổ chức quốc tế khác nhau. Trong thời gian này, chính phủ quân sự Juan Perón ở Argentina đã hỗ trợ cho Tây Ban Nha rất nhiều hỗ trợ kinh tế. Bởi vì hệ tư tưởng chống cộng của Tây Ban Nha trùng khớp với lợi ích của Hoa Kỳ, Hoa Kỳ đã cố gắng bình thường hóa mối quan hệ với Tây Ban Nha từ cuối những năm 1940 đến đầu những năm 1950. Vào tháng 9 năm 1950, Hoa Kỳ đã viện trợ hơn 60 triệu đô la Mỹ cho Tây Ban Nha. Hoa Kỳ đã nối lại hoàn toàn quan hệ ngoại giao với Tây Ban Nha vào năm 1951. Năm 1953, chế độ Franco được công nhận bởi Tòa thánh. Tây Ban Nha gia nhập Liên Hợp Quốc vào năm 1955. Năm 1959, Tổng thống Mỹ Eisenhower đã đến thăm phương Tây và được chào đón nồng nhiệt. Nhưng cho đến khi Franco chết, căng thẳng giữa Tây Ban Nha, Bắc Phi và các nước châu Âu vẫn chưa nguôi ngoai.

## Chính quyền và chính trị

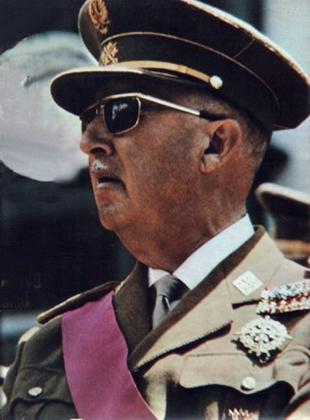
Franco vào năm 1969.

Sau chiến thắng của Franco năm 1939, Falange được tuyên bố là đảng chính trị duy nhất bị trừng phạt hợp pháp ở Tây Ban Nha và nó tự khẳng định mình là thành phần chính của Phong trào Quốc gia. Trong tình trạng giống như tình trạng khẩn cấp, Franco đã cai trị, trên giấy tờ, quyền lực hơn bất kỳ nhà lãnh đạo Tây Ban Nha nào trước đó hoặc kể từ đó. Ông thậm chí không được yêu cầu tham khảo nội các của mình cho hầu hết các luật. Theo sử gia Stanley G. Payne, Franco có quyền lực hàng ngày nhiều hơn Adolf Hitler hay Joseph Stalin sở hữu ở độ cao tương ứng của sức mạnh của họ. Payne lưu ý rằng Hitler và Stalin ít nhất duy trì các nghị viện có con dấu cao su, trong khi Franco đã phân phối ngay cả hình thức đó trong những năm đầu cầm quyền. Theo Payne, việc thiếu ngay cả một quốc hội có con dấu cao su đã khiến chính phủ của Franco trở thành "người độc đoán hoàn toàn nhất trên thế giới". Hội đồng Phong trào Quốc gia gồm 100 thành viên đã phục vụ như một cơ quan lập pháp tạm thời cho đến khi thông qua luật hữu cơ năm 1942 và Luật cấu thành Cortes (Ley Constitutiva de las Cortes) cùng năm, đã chứng kiến sự khai mạc của Cortes Españolas trên 18 tháng 7 năm 1942.
Luật hữu cơ khiến chính phủ cuối cùng phải chịu trách nhiệm thông qua tất cả các luật, trong khi xác định Cortes là một cơ quan tư vấn thuần túy được bầu bởi quyền bầu cử trực tiếp và phổ thông. Cortes không có quyền lực đối với chi tiêu của chính phủ và chính phủ không chịu trách nhiệm với nó; các bộ trưởng đã được bổ nhiệm và miễn nhiệm bởi Franco một mình với tư cách là "người đứng đầu" của nhà nước và chính phủ. Luật trưng cầu dân ý quốc gia (Ley del Referendum Nacional), được thông qua năm 1945 đã được phê chuẩn cho tất cả các "luật cơ bản" được phê chuẩn bởi một cuộc trưng cầu dân ý phổ biến, trong đó chỉ có người đứng đầu các gia đình mới có thể bỏ phiếu. Hội đồng thành phố địa phương được bổ nhiệm tương tự bởi người đứng đầu các gia đình và các công ty địa phương thông qua các cuộc bầu cử thành phố địa phương trong khi thị trưởng được chỉ định bởi chính phủ. Do đó, đây là một trong những quốc gia tập trung nhất ở châu Âu và chắc chắn là tập trung nhất ở Tây Âu sau sự sụp đổ của Estado Novo của Bồ Đào Nha trong cuộc Cách mạng hoa cẩm chướng.
Luật trưng cầu dân ý đã được sử dụng hai lần trong thời cai trị của Pháp vào năm 1947, khi một cuộc trưng cầu dân ý đã hồi sinh chế độ quân chủ Tây Ban Nha với Franco với tư cách là nhiếp chính trên thực tế với quyền chỉ định người kế vị; và vào năm 1966, một cuộc trưng cầu dân ý khác đã được tổ chức để phê chuẩn một "luật hữu cơ" mới, hoặc hiến pháp, được cho là hạn chế và xác định rõ ràng quyền lực của Franco cũng như chính thức tạo ra văn phòng hiện đại của Thủ tướng Tây Ban Nha. Bằng cách trì hoãn vấn đề cộng hòa so với chế độ quân chủ cho chế độ độc tài 36 năm của mình và bằng cách từ chối tự mình lên ngôi năm 1947, Franco đã tìm cách đối kháng với những người theo chủ nghĩa quân chủ (không thích khôi phục lại Borbón) cũng không phải là "quân chủ cũ". (người gốc chủ nghĩa Falange). Franco phớt lờ lời tuyên bố lên ngôi của Infante Juan, con trai của vị vua cuối cùng, Alfonso XIII, người đã chỉ định ông làm người thừa kế; Franco thấy ông ta quá tự do. Năm 1961, Franco đề nghị Otto von Habsburg lên ngôi, nhưng đã bị từ chối và cuối cùng đã làm theo khuyến nghị của Otto bằng cách chọn vào năm 1969, chàng trai trẻ Juan Carlos của Tây Ban Nha, con trai của Infante Juan, với tư cách là người thừa kế chính thức được lên ngôi, ngay sau sinh nhật thứ 30 (tuổi tối thiểu cần thiết theo Luật kế vị).
Năm 1973, do tuổi già và để giảm bớt gánh nặng trong việc cai trị Tây Ban Nha, ông đã từ chức thủ tướng và bổ nhiệm Đô đốc Hải quân Luis Carrero Blanco lên làm thủ tướng, nhưng Franco vẫn giữ chức Tổng tư lệnh, Tổng Tư lệnh các Lực lượng vũ trang và Lãnh tụ phong trào (Jefe del Movimiento). Tuy nhiên, Carrero Blanco đã bị ám sát cùng năm và Carlos Arias Navarro trở thành thủ tướng mới của Tây Ban Nha.

## Quân đội
Trong năm đầu tiên sau khi ngừng bắn, Franco đã giảm đáng kể quy mô của Quân đội Tây Ban Nha: ngay sau khi kết thúc cuộc nội chiến, có hàng triệu binh sĩ, nhưng vào đầu những năm 1940, nó đã giảm xuống còn 250.000 và hầu hết các binh sĩ đều được 2 tuổi và họ cần phải tuyển dụng. Sau khi Franco xem xét khả năng Tây Ban Nha có liên quan đến Thế chiến II, ông đã làm chậm việc giải giáp. Đức và Ý cũng đã cung cấp nhiều tài nguyên và công nghệ vũ khí để giúp tái thiết Tây Ban Nha, nhưng Franco luôn duy trì tính trung lập và đưa ra yêu sách chống cộng. Hoạt động quân sự duy nhất là gửi một sư đoàn màu xanh để chiến đấu chống lại Liên Xô trong chiến dịch Barbarossa. Vào tháng 11 năm 1942, quân Đồng minh đổ bộ vào Bắc Phi, Đức Quốc Xã và Ý đã phóng Case Anton ở Vichy Pháp, và Franco đã mở rộng quân đội lên 750.000. Số lượng và ngân sách của Không quân và Hải quân Tây Ban Nha cũng đang tăng lên. Năm 1945, Không quân có tổng cộng 35.000 và 25.000 hải quân, mặc dù Franco đã chậm mở rộng do vấn đề tài chính. Cho đến khi kết thúc chiến tranh, Quân đội Tây Ban Nha giữ lại 400.000 người.

## Thuộc địa

Thực dân Tây Ban Nha tại Bắc Phi

Trong suốt thời kỳ Pháp, Tây Ban Nha đã cố gắng bảo tồn thuộc địa cuối cùng của mình. Trong cuộc Chiến tranh Algérie từ 1954 đến 1962, Madrid đã trở thành căn cứ của một nhóm bí mật "tổ chức quân sự bí mật" của Pháp. Tuy nhiên, Franco đã buộc phải nhượng bộ. Năm 1956, Maroc thuộc Pháp trở nên độc lập. Ông buộc phải nhượng Tây Maroc cho Mohammed V của Maroc, chỉ giữ lại một vài vùng đất, cụ thể là chủ quyền của phương Tây. Năm sau, trong Chiến tranh Ivni (tiếng Tây Ban Nha: Guerra Olvidada, hay "chiến tranh bị lãng quên"), Vương quốc Maroc đã xâm chiếm Tây Sahara, nhưng không thể tích hợp hoàn toàn vào lãnh thổ của mình.
Năm 1968, dưới áp lực của Liên Hợp Quốc, Franco đã buộc phải công nhận sự độc lập của thuộc địa Guinea Xích Đạo và nhượng lại Ivni bao vây cho Maroc vào năm sau. Ngoài ra, vào năm 1969, để giành được chủ quyền của Anh tại Gibraltar, Tây Ban Nha đã quyết định đóng cửa biên giới với Gibraltar, và biên giới được mở cửa trở lại vào năm 1985.
Năm 1975, Maroc đã phát động một "Hành khúc Xanh" để xâm chiếm Tây Sahara. Franco, người bị bệnh nặng, đã ký Hiệp ước Madrid với Maroc và Mauritania, hứa sẽ rút toàn bộ quân khỏi Tây Sahara vào đầu năm tới, và thuộc địa Tây Sahara bị bỏ hoang.

## Chủ nghĩa Franco
Những điểm nhất quán trong chủ nghĩa Franco bao gồm trên tất cả chủ nghĩa độc tài, chủ nghĩa dân tộc Tây Ban Nha, Công giáo Quốc gia, Chủ nghĩa quân chủ, chủ nghĩa quân phiệt, chủ nghĩa bảo thủ quốc gia, chống Masonry, chống Catalan, chống Hispan và chống chủ nghĩa tự do. Stanley Payne, một học giả của Tây Ban Nha lưu ý rằng "Hầu như không có nhà sử học và nhà phân tích nghiêm túc nào của Franco xem xét generalissimo trở thành một phát xít cốt lõi". Theo sử gia Walter Laqueur "Trong cuộc nội chiến, những kẻ phát xít Tây Ban Nha đã buộc phải phụ thuộc vào các hoạt động của mình cho sự nghiệp dân tộc. Đứng đầu là các nhà lãnh đạo quân sự như tướng Francisco Franco, những người bảo thủ trong tất cả các khía cạnh thiết yếu. Khi cuộc nội chiến kết thúc, Franco đã cố thủ quá sâu đến nỗi Falange không có cơ hội; trong chế độ độc đoán mạnh mẽ này, không có chỗ cho sự phản đối chính trị. Falange trở thành đối tác cơ sở trong chính phủ và, do đó, họ phải chấp nhận chịu trách nhiệm về chính sách của chế độ mà không thể định hình nó một cách đáng kể". Hội đồng Bảo an Liên Hợp Quốc đã bỏ phiếu năm 1946 để từ chối công nhận chế độ Pháp cho đến khi họ phát triển một chính phủ đại diện hơn.

## Kinh tế

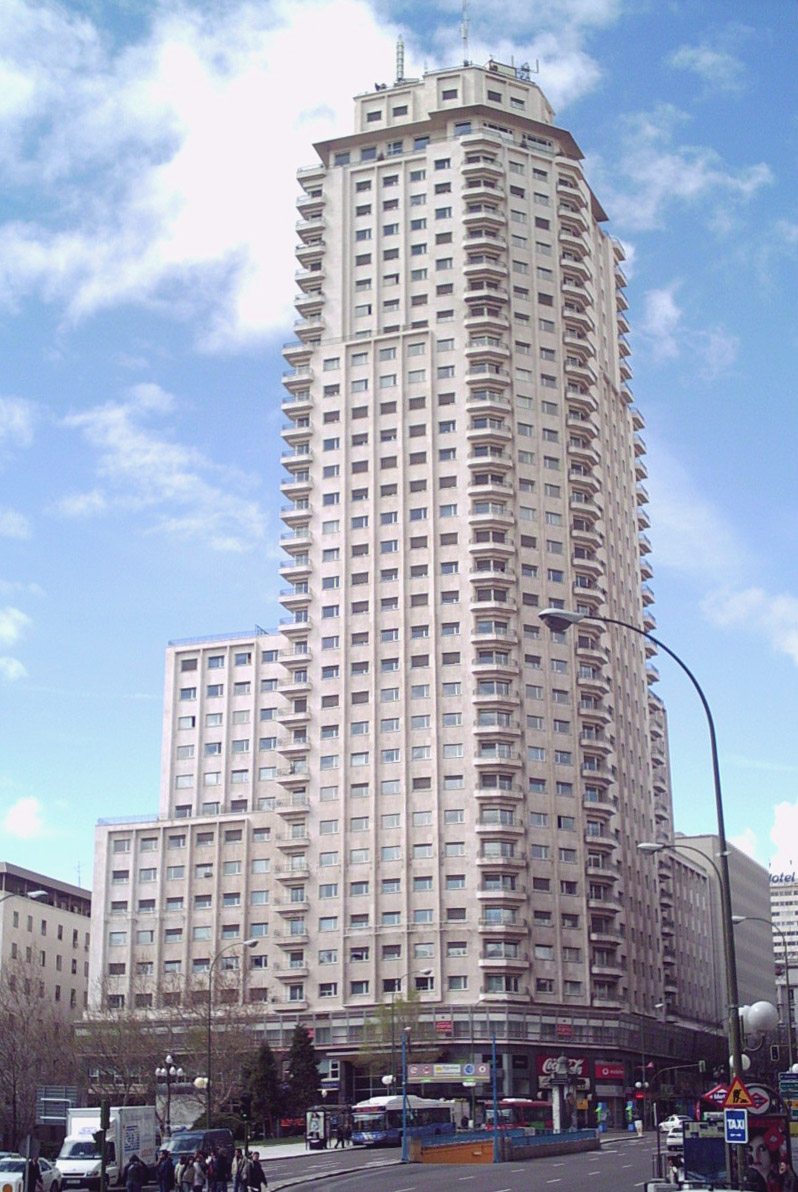
Được xây dựng vào năm 1957, Tháp Madrid (Torre de Madrid) cao 142 mét là biểu tượng của Phép màu Tây Ban Nha

Cuộc nội chiến đã mang lại thảm họa cho nền kinh tế của Tây Ban Nha, làm hỏng cơ sở hạ tầng, giảm đáng kể lực lượng lao động và cản trở nghiêm trọng các hoạt động thương mại hàng ngày. Mười năm sau khi Pháp thống nhất với Tây Ban Nha, nền kinh tế đã được cải thiện đôi chút. Franco ban đầu thực hiện một mô hình kinh tế khép kín, cắt đứt gần như tất cả các tuyến thương mại nước ngoài, khiến nền kinh tế Tây Ban Nha bị đình trệ. Trong thời kỳ này, chỉ những người buôn bán ở chợ đen mới có thể tận hưởng "sự giàu có". Năm 1940, Tổ chức Syndical Tây Ban Nha (Organización Sindical Española) được thành lập, liên minh pháp lý duy nhất ở Tây Ban Nha dưới sự kiểm soát của chính phủ.
Kể từ khi Franco trao quyền lực kinh tế cho các quan chức tự do vào năm 1959, chính phủ đã thực hiện một số chính sách phát triển kinh tế. Tây Ban Nha phát triển kinh tế nhanh chóng và đã tạo ra "phép màu Tây Ban Nha" (el Milagro español). Đồng thời, làn sóng nhập cư quy mô lớn đã giải phóng đất nước khỏi vấn đề lao động, và mang lại một lượng lớn kiều hối mà đất nước cần gấp. Trong những năm 1960, nền kinh tế của Tây Ban Nha đã phát triển với tốc độ cao và tốc độ tăng trưởng là vào thời điểm lớn thứ hai trên thế giới, sau Nhật Bản. Mặc dù ở cấp độ thế giới, mức sống vật chất của Tây Ban Nha đã khá cao, nó vẫn không tốt bằng các nước phát triển ở Tây Âu, nhưng khoảng cách giữa GDP bình quân đầu người và các chỉ số khác đã giảm. Trong cuộc khủng hoảng năm 1970, năng lượng ở Tây Ban Nha đã tiếp xúc với nhược điểm của nó đối với nền kinh tế dầu, dẫn đến một loạt các cuộc khủng hoảng chính trị, cản trở sự phát triển kinh tế.

## Nội chiến
Trong gần hai mươi năm sau chiến tranh, Tây Ban Nha thời Franco đã trình bày cuộc xung đột như một cuộc thập tự chinh chống lại chủ nghĩa Bolshevik để bảo vệ nền văn minh Kitô giáo. Trong tường thuật của Franco, chủ nghĩa độc đoán đã đánh bại tình trạng vô chính phủ và giám sát việc loại bỏ "kẻ kích động", những kẻ "không có Chúa" và "âm mưu của Judeo-Masonic". Vì Franco đã dựa vào hàng ngàn binh lính Bắc Phi, nên tình cảm chống Hồi giáo "đã bị dập tắt nhưng huyền thoại cũ hàng thế kỷ về mối đe dọa của người Moor nằm ở căn cứ của việc xây dựng" mối đe dọa cộng sản "như một bệnh dịch phương Đông thời hiện đại". Do đó, vị trí chính thức là Cộng hòa thời chiến chỉ đơn giản là một khối nguyên sinh theo chủ nghĩa Stalin, các nhà lãnh đạo của nó có ý định tạo ra một vệ tinh Liên Xô Tây Ban Nha. Tường thuật cuộc thập tự chinh chống cộng vẫn tồn tại cả dưới dạng "lịch sử học thuật thiểu số" và trong các sản phẩm thân thiện với truyền thông, định hướng chính trị (Stanley Payne/Pio Moa). Bài diễn văn này che khuất nguồn gốc xã hội của cuộc chiến và phân tích nguồn gốc của nó. Nhiều trẻ em Tây Ban Nha lớn lên tin rằng chiến tranh đã chiến đấu chống lại người nước ngoài và họa sĩ Julian Grau Santos đã nói rằng "nó đã thấm nhuần trong tôi và tôi luôn tin rằng Tây Ban Nha đã chiến thắng cuộc chiến chống kẻ thù nước ngoài về sự vĩ đại lịch sử của chúng ta". Khoảng 6.832 giáo sĩ Công giáo bị Cộng hòa sát hại. Nói chung, họ được gọi là liệt sĩ Nội chiến Tây Ban Nha

## Giải thể
Franco qua đời vào ngày 20 tháng 11 năm 1975. Vào ngày 22 tháng 11, người thừa kế được chỉ định của Franco, Hoàng tử Juan Carlos, tuyên bố làm vua và bắt đầu một quá trình chuyển đổi dân chủ ba năm ở Tây Ban Nha. Vào tháng 11 năm 1976, Quốc hội Tây Ban Nha đã thông qua Đạo luật cải cách chính trị với 425 phiếu ủng hộ, 59 phiếu chống và 13 phiếu trắng. Một cuộc trưng cầu dân ý đã được tổ chức vào ngày 15 tháng 12 năm 1976 và 94% cử tri bày tỏ ủng hộ cải cách chính trị. Một số lượng lớn tù nhân chính trị đã được thả ra từ năm 1976 đến 1977. Vào tháng 3 năm 1977, cuộc đình công đã được hợp pháp hóa, và vào tháng tư, quyền tự do hiệp hội đã được tự do hóa. Luật bầu cử mới được thông qua vào tháng 3 năm 1977, làm cho hệ thống bầu cử của Tây Ban Nha giống như các nền dân chủ nghị viện khác. Năm 1978, Hiến pháp Tây Ban Nha được ban hành, chính trị Tây Ban Nha đã dần ổn định kể từ đó.

## Di sản

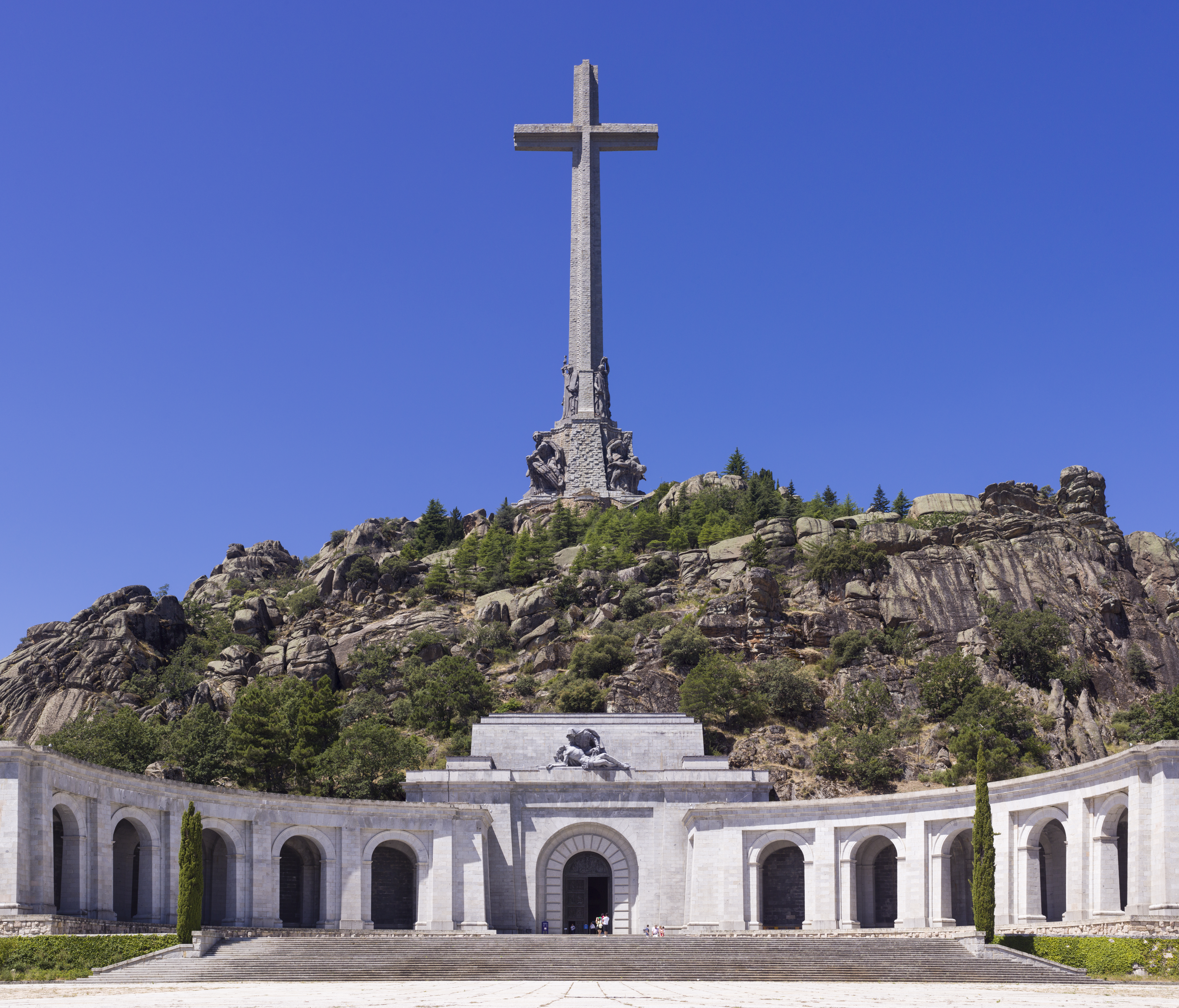
Theo quyết định của vua Juan Carlos I, Franco đã bị giam trong tượng đài Valle de los Caídos, cho đến khi thi thể của ông được chuyển vào tháng 10 năm 2019.

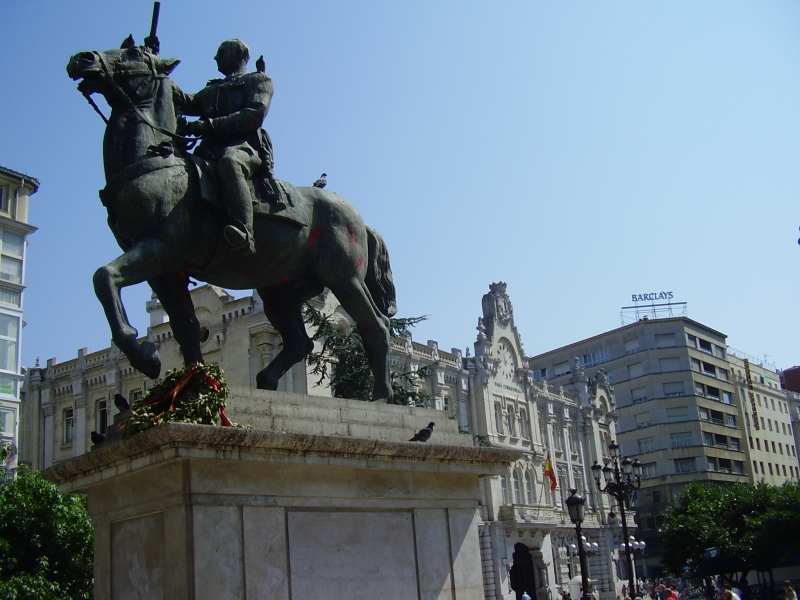
Bức tượng cưỡi ngựa của Franco trong Plaza del Ayuntamiento của Santander, được đưa xuống vào cuối năm 2008

Ở Tây Ban Nha và nước ngoài, di sản của Franco vẫn còn gây tranh cãi. Ở Đức, một phi đội được đặt tên theo Werner Mölders đã được đổi tên vì vì là một phi công, ông đã lãnh đạo các đơn vị hộ tống trong vụ đánh bom Guernica. Gần đây nhất là năm 2006, BBC đã báo cáo rằng Maciej Giertych, các thành viên Nghị viện Châu Âu của Liên hiệp các gia tộc Ba Lan cánh hữu, đã bày tỏ sự ngưỡng mộ đối với tầm vóc của Franco, người được cho là "đảm bảo duy trì các giá trị truyền thống ở châu Âu".
Ý kiến của Tây Ban Nha đã thay đổi. Hầu hết các bức tượng của Franco và các biểu tượng chủ nghĩa Franco công cộng khác đã bị loại bỏ, với bức tượng cuối cùng ở Madrid xuất hiện vào năm 2005. Ngoài ra, Ủy ban Thường trực của Nghị viện Châu Âu "kiên quyết" lên án trong một nghị quyết được nhất trí thông qua vào tháng 3 năm 2006, "vi phạm nhiều và nghiêm trọng" các quyền con người đã thực hiện ở Tây Ban Nha dưới chế độ Pháp giáo từ 1939 đến 1975. Nghị quyết là theo sáng kiến của thành viên châu Âu Leo Brincat và của nhà sử học Luis María de Puig và là sự lên án chính thức quốc tế đầu tiên về sự đàn áp được ban hành bởi chế độ của Franco. Nghị quyết cũng kêu gọi cung cấp quyền truy cập công khai cho các nhà sử học (chuyên nghiệp và nghiệp dư) vào các tài liệu lưu trữ khác nhau của chế độ Pháp, bao gồm cả những người trong số Fundación Francisco Franco, mà cũng như các tài liệu lưu trữ khác của Pháp vẫn còn đến năm 2006 không thể tiếp cận với công chúng. Hơn nữa, nó kêu gọi các nhà chức trách Tây Ban Nha thiết lập một triển lãm dưới lòng đất trong Thung lũng sụp đổ để giải thích các điều kiện khủng khiếp mà nó được xây dựng. Cuối cùng, nó đề xuất xây dựng các tượng đài để tưởng nhớ các nạn nhân của Franco ở Madrid và các thành phố quan trọng khác.
Ở Tây Ban Nha, một ủy ban phục hồi phẩm giá của các nạn nhân của chế độ Franco và tỏ lòng tôn kính đối với ký ức của họ (comisión para reparar la dignidad y restituir la memoria de las víctimas del franquismo) đã được phê duyệt vào mùa hè năm 2004 và được chỉ đạo bởi Phó chủ tịch lúc đó María Teresa Fernández de la Vega. Vì những chính sách ngôn ngữ khu vực kìm nén của mình, ký ức của Franco vẫn đặc biệt phẫn nộ ở xứ Catalan và xứ Basque. Các tỉnh Basque và Catalonia là một trong những khu vực có sức đề kháng mạnh nhất đối với Franco trong Nội chiến, cũng như trong chế độ của ông.
Năm 2008, Hiệp hội phục hồi ký ức lịch sử đã khởi xướng một cuộc tìm kiếm có hệ thống những ngôi mộ tập thể của những người bị xử tử trong chế độ của Franco, một động thái được ủng hộ kể từ chiến thắng của Đảng Công nhân Xã hội Tây Ban Nha trong cuộc bầu cử năm 2004 của chính phủ của ông Jose Luis Rodríguez. Luật của ký ức lịch sử của Tây Ban Nha (ley de la memoria histórica de España) đã được thông qua vào năm 2007 như một nỗ lực để thực thi sự công nhận chính thức về các tội ác đã gây ra đối với thường dân trong thời cai trị của Franco và tổ chức dưới sự giám sát của nhà nước trong việc tìm kiếm các ngôi mộ tập thể..
Các cuộc điều tra đã bắt đầu vào vụ bắt cóc trẻ em trên diện rộng trong những năm ở Pháp. Những đứa trẻ bị mất của chủ nghĩa Franco có thể lên tới 300.000.

## Quốc kỳ và quốc huy

### Quốc kỳ
Khi Nội chiến Tây Ban Nha kết thúc và bất chấp sự tái tổ chức của quân đội, một số bộ phận của quân đội tiếp tục với những lá cờ hai màu được ứng biến vào năm 1936, nhưng kể từ năm 1940, các biểu tượng mới bắt đầu được phân phối, trong đó đổi mới chính là bổ sung Đại bàng Saint John đến lá chắn. Những cánh tay mới được cho là lấy cảm hứng từ huy hiệu của Quân vương Công giáo được thông qua sau khi chiếm Phó vương quốc Tân Granada từ người Moors, nhưng thay thế vũ khí của Sicily bằng những người Navarre và thêm Trụ cột Hercules ở hai bên cánh tay. Năm 1938, các cột được đặt bên ngoài cánh. Vào ngày 26 tháng 7 năm 1945, các lệnh của chỉ huy đã bị bãi bỏ bởi nghị định và vào ngày 11 tháng 10, một quy định chi tiết về cờ đã được công bố nhằm sửa mô hình của cờ hai màu đang sử dụng, nhưng xác định rõ hơn các chi tiết của nó, nhấn mạnh hơn phong cách của Đại bàng Saint John. Các mô hình được thiết lập bởi nghị định này vẫn còn hiệu lực cho đến năm 1977.

Trong thời kỳ này, hai lá cờ khác thường được hiển thị cùng với quốc kỳ: Cờ Falange (sọc dọc màu đỏ, đen và đỏ, với các tai và mũi tên ở giữa sọc đen) và cờ truyền thống (nền trắng với Thánh giá Burgundy ở giữa), đại diện cho Phong trào Quốc gia đã thống nhất Falange và Requetés dưới tên Falange Española Tradicionalista y de las JONS.

Quốc kỳ
Quốc kỳ (1936–1938)
Quốc kỳ (1938–1945)
Quốc kỳ (1945–1977)
Quốc Nội chiến (1936–1975)

Cờ Đảng phái
Cờ Phong trào Falange
Cờ Phong trào truyền thống (Chủ nghĩa Carl)

### Tiêu chuẩn Hoàng gia
Từ năm 1940 đến 1975, Franco đã sử dụng Cờ Bend Hoàng gia Castila làm tiêu chuẩn của nguyên thủ quốc gia: Cờ Bend giữa Trụ cột Hercules, được trao vương miện hoàng gia và vương miện hoàng gia mở.

Là Hoàng tử Tây Ban Nha từ năm 1969 đến năm 1975, Juan Carlos đã sử dụng một tiêu chuẩn hoàng gia gần như giống hệt với tiêu chuẩn mà sau này được thông qua khi ông trở thành Vua năm 1975. Tiêu chuẩn trước đó chỉ khác biệt là nó có vương miện của một Thái tử, hoàng gia của nhà vua vương miện có 8 vòm trong đó có thể nhìn thấy 5 vòm, trong khi đó hoàng tử chỉ có 4 vòm trong đó có 3 vòm. Tiêu chuẩn Hoàng gia Tây Ban Nha bao gồm một hình vuông màu xanh đậm với huy hiệu ở giữa. Lá chắn nhà vua giống hệt với tiêu chuẩn

Tiêu chuẩn Francisco Franco (1940–1975)
Tiêu chuẩn Hoàng tử Tây Ban Nha (1969–1975)

### Quốc huy
Năm 1938, Franco đã thông qua một biến thể của quốc huy phục hồi một số yếu tố ban đầu được sử dụng bởi Vương tộc Trastámara như Đại bàng Saint John và ách và mũi tên như sau: "Hàng quý, 1 và 4. quý Castile và León, 2 và 3 trên mỗi Aragon và Navarra, enté en point của Granada. Cánh tay được trao vương miện hoàng gia mở, đặt trên đại bàng hiển thị sable, bao quanh với Trụ cột Hercules, ách và bó mũi tên của các vị vua Công giáo".

State Coat of arms
Quốc huy (1936–1938)
Quốc huy (1938–1945)
Phiên bản đơn giản hóa của huy hiệu để thúc đẩy các mục tiêu quan liêu. Nó được sử dụng trên tem, vé số, giấy tờ tùy thân và các tòa nhà. Một cái tên phổ biến cho nó là "huy hiệu của đại bàng" (1938–1945).
Quốc huy (1945–1977)

Huy hiệu cá nhân
Huy hiệu Francisco Franco (1940–1975)
Huy hiệu Hoàng tử Tây Ban Nha (1969–1975)